# 鹿岛丈博
鹿岛丈博（1980年7月16日—），出生于大阪，是一名日本男子体操运动员。他曾参加2004年和2008年两届奥运，共收获一枚金牌、一枚银牌和一枚铜牌。2008年10月，他正式宣布退役。